# Der Mann im Spiegel
Der Mann im Spiegel é um filme mudo do gênero drama produzido na Alemanha, dirigido por Robert Wiene e lançado em 1917.

## Enredo
Um homem procura se vingar do príncipe que seduziu sua irmã, e acaba o matando.